# Шок дез Олимпик
Шок дез Олимпик, (на френски: Choc des Olympiques, „Сблъсък на олимпийците“) е името на дербито между френските футболни отбори „Олимпик“, Марсилия и „Олимпик“, Лион. Във Франция е популярно и като ОМ-ОЛ или ОЛ-ОМ (OL-OM, OM-OL).
Първият мач между двата отбора е на 23 септември 1945 г. и завършва при резултат 1:1.
|                                   | Мачове | Олимпик М | Равенства | Олимпик Л |
| Първенство                        | 92     | 26        | 37        | 29        |
| Купа на Франция                   | 9      | 5         | 1         | 3         |
| Общо                              | 106    | 34        | 39        | 33        |
| Последна промяна: 5 октомври 2016 |        |           |           |           |